# Queijos da Beira Baixa
Os Queijos da Beira Baixa DOP são um conjunto de produtos de origem portuguesa com Denominação de Origem Protegida pela União Europeia (UE) desde 21 de junho de 1996 e que engloba mais três denominações de origem protegida: "Queijo de Castelo Branco", "Queijo Amarelo da Beira Baixa" e o "Queijo Picante da Beira Baixa".

## Área geográfica de produção
A área geográfica de produção de matéria-prima, transformação das matérias-primas e sua transformação e acondicionamento está circunscrita ao seguinte território:
| Concelho            | Freguesias                       |
| ------------------- | -------------------------------- |
| Belmonte            | Todas                            |
| Castelo Branco      | Todas                            |
| Fundão              | Todas                            |
| Idanha-a-Nova       | Todas                            |
| Mação               | Todas                            |
| Oleiros             | Todas                            |
| Penamacor           | Todas                            |
| Proença-a-Nova      | Todas                            |
| Sertã               | Todas                            |
| Vila de Rei         | Todas                            |
| Vila Velha de Ródão | Todas                            |
| Covilhã             | Aldeia de São Francisco de Assis |
| Covilhã             | Aldeia de Souto                  |
| Covilhã             | Barco                            |
| Covilhã             | Boidobra                         |
| Covilhã             | Casegas                          |
| Covilhã             | Conceição                        |
| Covilhã             | Covilhã                          |
| Covilhã             | Dominguiso                       |
| Covilhã             | Ferro                            |
| Covilhã             | Orjais                           |
| Covilhã             | Ourondo                          |
| Covilhã             | Peraboa                          |
| Covilhã             | Peso                             |
| Covilhã             | Santa Maria                      |
| Covilhã             | São Jorge da Beira               |
| Covilhã             | São Martinho                     |
| Covilhã             | São Pedro                        |
| Covilhã             | Sobral de São Miguel             |
| Covilhã             | Teixoso                          |
| Covilhã             | Tortosendo                       |
| Covilhã             | Vale Formoso                     |
| Covilhã             | Vales do Rio                     |

## Agrupamento gestor
O agrupamento gestor das denominações de origem protegidas "Queijos da Beira Baixa", "Queijo de Castelo Branco", "Queijo Amarelo da Beira Baixa" e "Queijo Picante da Beira Baixa" é a Associação de Produtores de Queijo do Distrito de Castelo Branco.